# Sylvietta isabellina
Sylvietta isabellina é uma espécie de ave da família Macrosphenidae.
Pode ser encontrada nos seguintes países: Etiópia, Quénia, Somália e Tanzânia.
Os seus habitats naturais são: matagal árido tropical ou subtropical.